# بازار

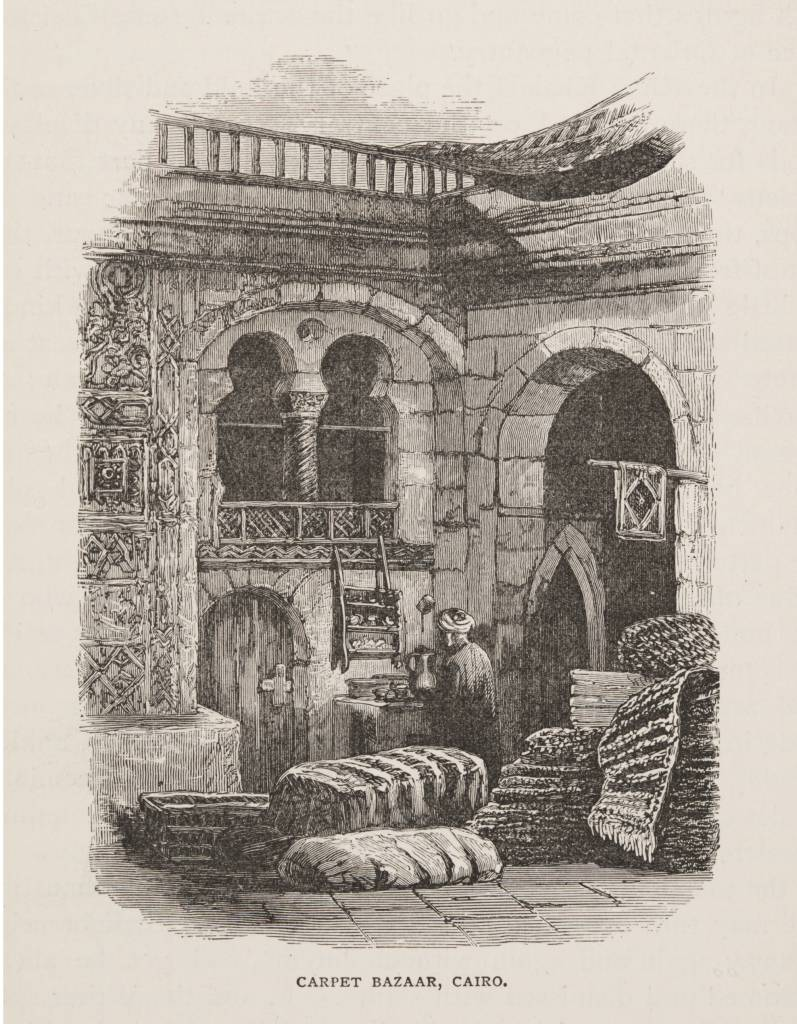
بازار سجاد في القاهرة 1890م

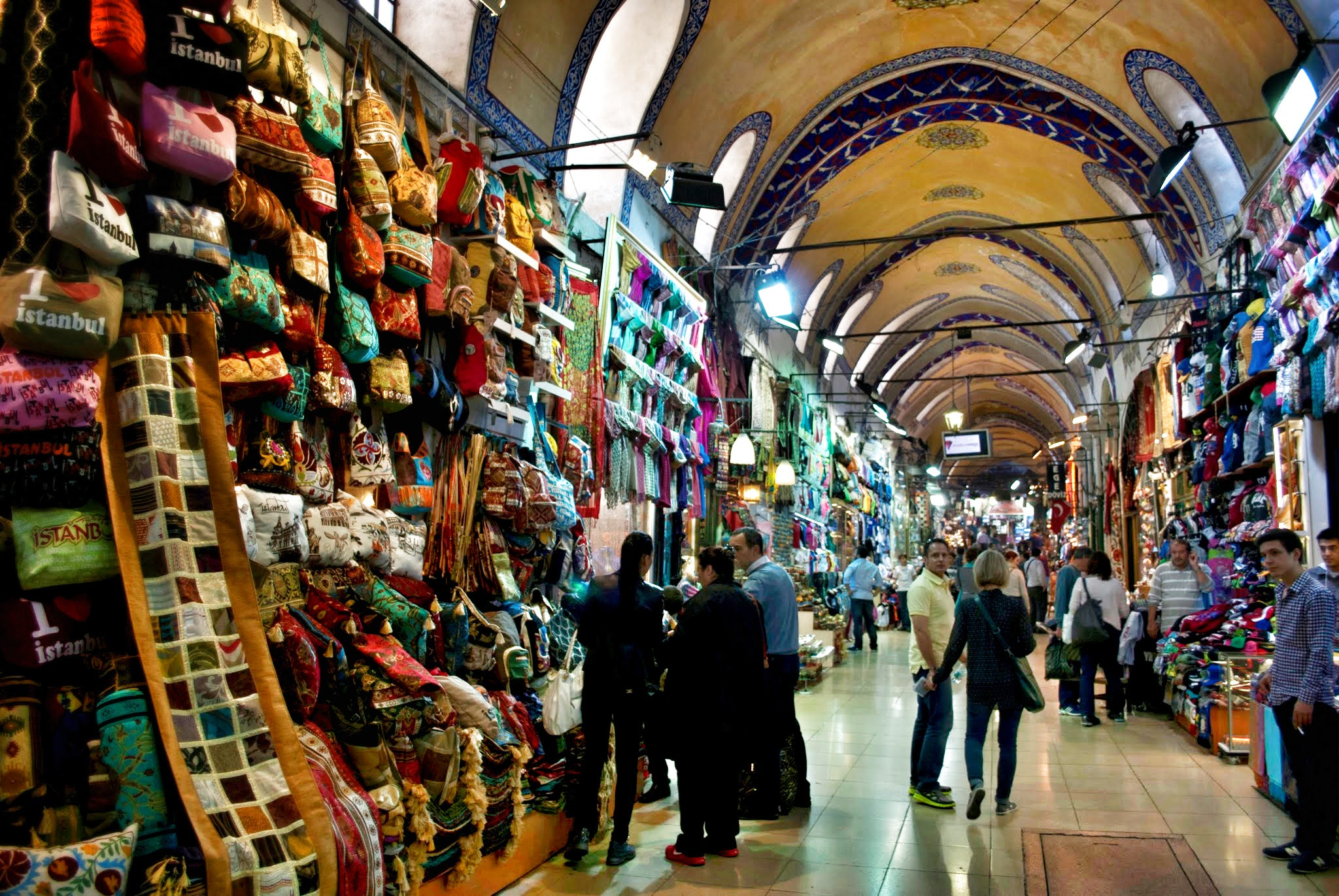
البازار الكبير في إسطنبول، تركيا

البازار  هو سوق تتكون من مجموعة من الدكاكين أو المتاجر الصغيرة ويعرف على وجه الخصوص في الشرق الأوسط، والبلقان، وآسيا الوسطى، وشمال إفريقيا وجنوب آسيا. تقليدياً، تقع البازارات في شوارع مقببة أو مغطاة بها أبواب في كل طرف وكانت بمثابة سوق مركزية للمدينة.
يعود مصطلح "بازار" من اللغة الفارسية، حيث كان يشير إلى منطقة السوق العامة في المدينة. يُستخدم مصطلح البازار أحيانًا أيضًا للإشارة بشكل جماعي إلى التجار، والمصارف، والحرفيين المهرة الذين يعملون في تلك المنطقة. أما مصطلح سوق فهو من اللغة العربية ويشير إلى الأسواق في الشرق الأوسط وشمال إفريقيا.
على الرغم من أن الافتقار إلى الأدلة الأثرية قد حدّ من الدراسات التفصيلية لتطور البازارات، يعود تاريخ أقدم دليل على وجود البازارات أو الأسواق إلى حوالي 3000 قبل الميلاد]. ويبدو أن المدن في الشرق الأوسط القديم كانت تضم مناطق تجارية. وفي وقت لاحق، في العالم الإسلامي التاريخي، كانت البازارات تشترك عادةً في مؤسسات معينة، مثل موقع المحتسب، وأشكال معمارية معينة، مثل الشوارع المسقوفة والمباني ذات الفناء المعروفة بالخانات. وكانت التفاصيل الدقيقة لتطورها وتنظيمها تختلف من منطقة إلى أخرى.
في القرنين الثامن عشر والتاسع عشر، أدى الاهتمام الغربي بثقافة المشرق إلى نشر العديد من الكتب عن الحياة اليومية في بلدان الشرق الأوسط. وتظهر الأسواق والبازارات ومظاهر التجارة بشكل بارز في اللوحات والنقوش والأعمال الخيالية وكتابات الرحلات.
يظل التسوق في البازار أو السوق من السمات الأساسية للحياة اليومية في العديد من مدن وبلدات الشرق الأوسط وجنوب آسيا، ويظل البازار القلب النابض للحياة في غرب آسيا وجنوب آسيا؛ ففي الشرق الأوسط، تتواجد الأسواق عادةً في الأحياء القديمة للمدينة. وغالبًا ما تكون البازارات والأسواق من مناطق الجذب السياحي المهمة. وقد أدرجت عدّة مناطق تتواجد فيها البازارات في قائمة مواقع التراث العالمي نظرًا لأهميتها التاريخية و/أو المعمارية.